# Bossée
Bossée est une commune française du département d'Indre-et-Loire, en région Centre-Val de Loire.

## Géographie
| Sainte-Maure-de-Touraine | Le Louroux |                                  |
|                          | Bossée     | Manthelan                        |
| Sepmes                   | Bournan    | La Chapelle-Blanche-Saint-Martin |

## Hydrographie

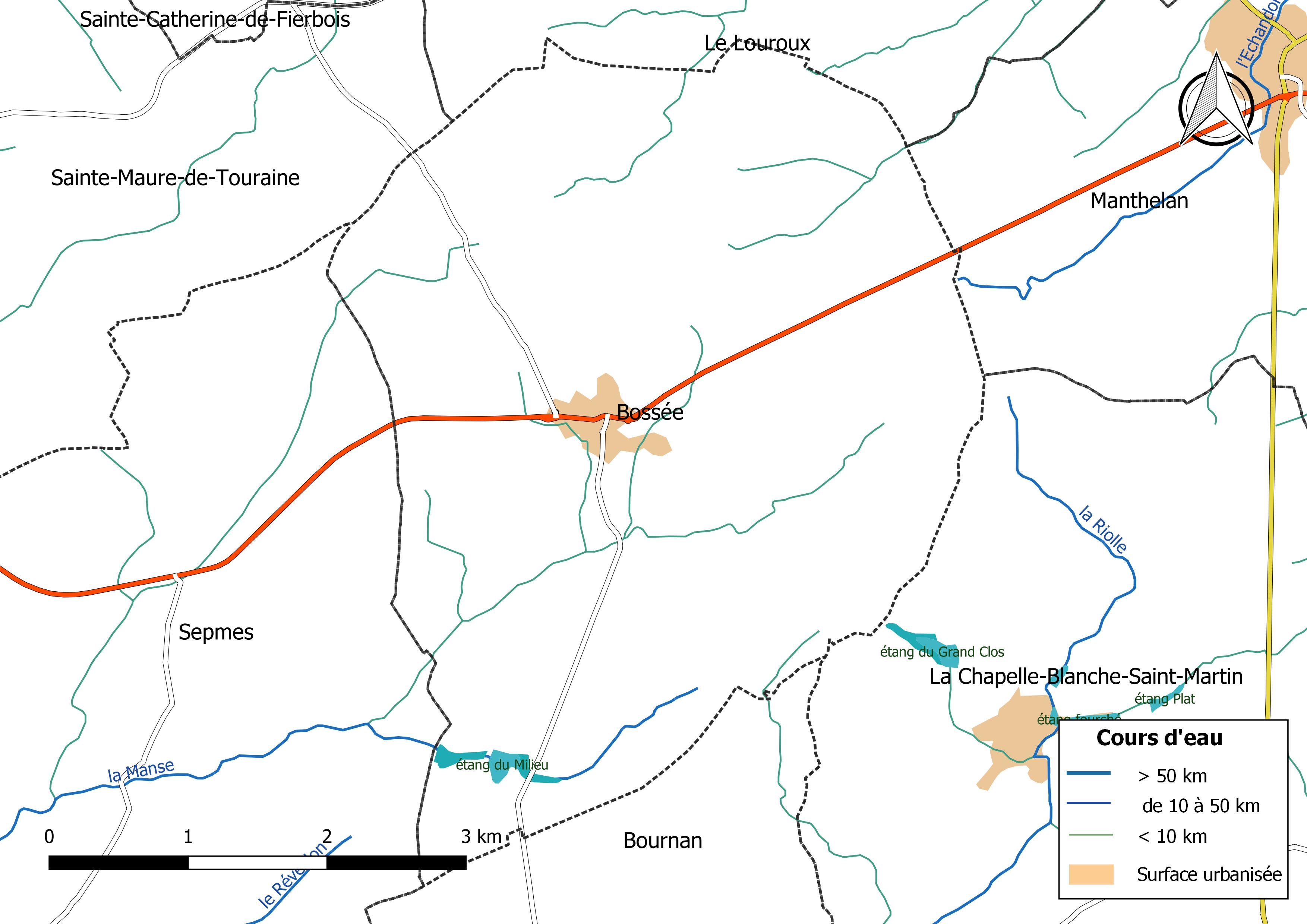
Réseau hydrographique de Bossée.

Le réseau hydrographique communal, d'une longueur totale de 16,91 km, comprend un cours d'eau notable, la Manse (2,214 km), et divers petits cours d'eau pour certains temporaires,.
La Manse, d'une longueur totale de 30,5 km, prend sa source à une altitude de 117 m dans le sud du territoire communal et se jette dans la Vienne à L'Île-Bouchard, à 32 m d'altitude, après avoir traversé 11 communes.
Sur le plan piscicole, la Manse est classée en deuxième catégorie piscicole. Le groupe biologique dominant est constitué essentiellement de poissons blancs (cyprinidés) et de carnassiers (brochet, sandre et perche).

## Climat
Pour des articles plus généraux, voir Climat du Centre-Val de Loire et Climat d'Indre-et-Loire.
En 2010, le climat de la commune est de type climat océanique altéré, selon une étude du CNRS s'appuyant sur une série de données couvrant la période 1971-2000. En 2020, Météo-France publie une typologie des climats de la France métropolitaine dans laquelle la commune est toujours exposée à un climat océanique altéré et est dans la région climatique Moyenne vallée de la Loire, caractérisée par une bonne insolation (1 850 h/an) et un été peu pluvieux.
Pour la période 1971-2000, la température annuelle moyenne est de 11,3 °C, avec une amplitude thermique annuelle de 15,2 °C. Le cumul annuel moyen de précipitations est de 717 mm, avec 11,3 jours de précipitations en janvier et 6,6 jours en juillet. Pour la période 1991-2020, la température moyenne annuelle observée sur la station météorologique de Météo-France la plus proche, sur la commune de Saint-Épain à 15 km à vol d'oiseau, est de 12,3 °C et le cumul annuel moyen de précipitations est de 745,6 mm,. Pour l'avenir, les paramètres climatiques de la commune estimés pour 2050 selon différents scénarios d'émission de gaz à effet de serre sont consultables sur un site dédié publié par Météo-France en novembre 2022.

## Urbanisme

### Typologie
Au 1er janvier 2024, Bossée est catégorisée commune rurale à habitat très dispersé, selon la nouvelle grille communale de densité à sept niveaux définie par l'Insee en 2022.
Elle est située hors unité urbaine. Par ailleurs la commune fait partie de l'aire d'attraction de Tours, dont elle est une commune de la couronne,. Cette aire, qui regroupe 162 communes, est catégorisée dans les aires de 200 000 à moins de 700 000 habitants,.

### Occupation des sols
L'occupation des sols de la commune, telle qu'elle ressort de la base de données européenne d’occupation biophysique des sols Corine Land Cover (CLC), est marquée par l'importance des territoires agricoles (95,6 % en 2018), une proportion identique à celle de 1990 (95,6 %). La répartition détaillée en 2018 est la suivante : 
terres arables (78,6 %), prairies (15,8 %), forêts (3,1 %), zones urbanisées (1,3 %), zones agricoles hétérogènes (1,1 %). L'évolution de l’occupation des sols de la commune et de ses infrastructures peut être observée sur les différentes représentations cartographiques du territoire : la carte de Cassini (XVIIIe siècle), la carte d'état-major (1820-1866) et les cartes ou photos aériennes de l'IGN pour la période actuelle (1950 à aujourd'hui).

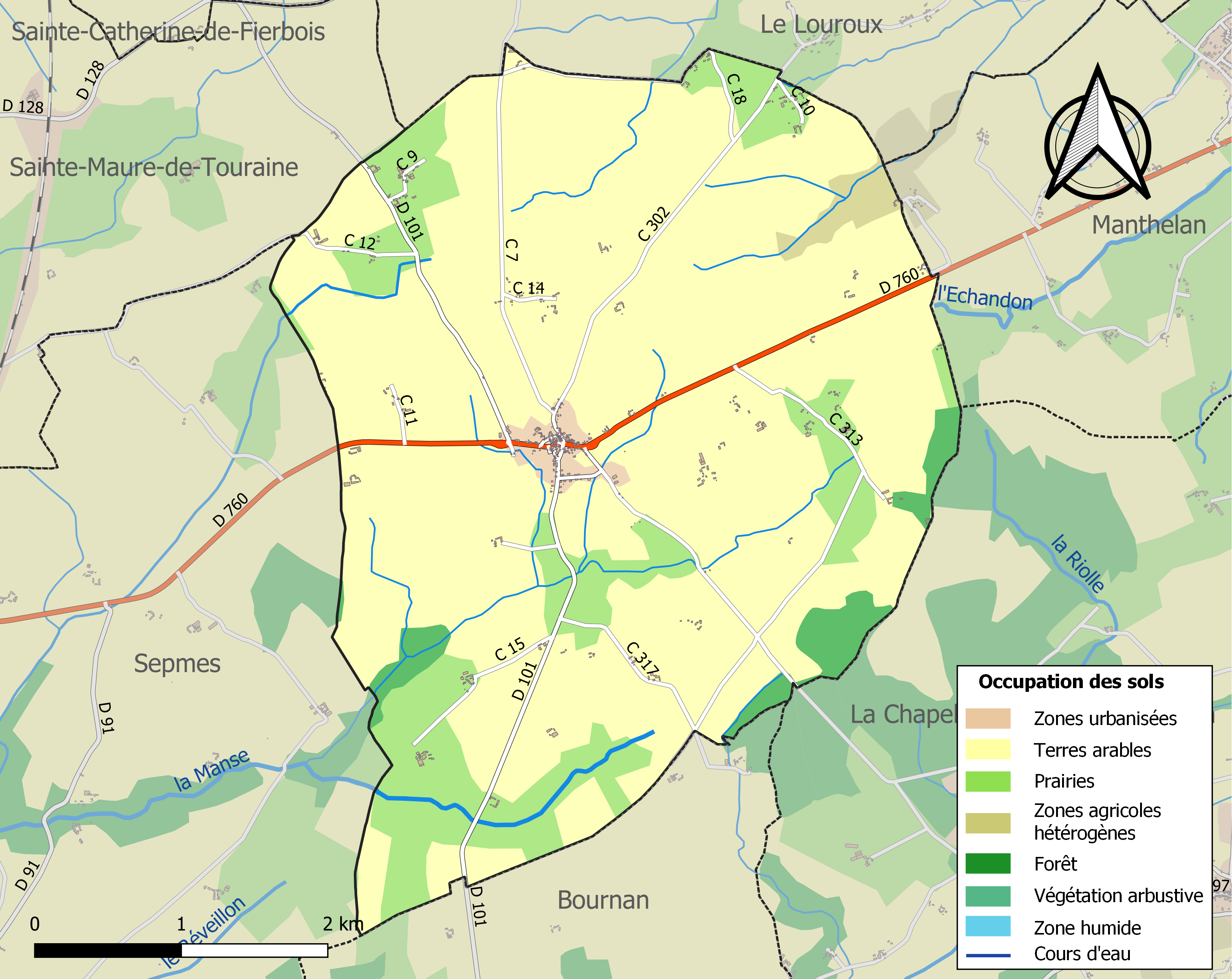
Carte des infrastructures et de l'occupation des sols de la commune en 2018 (CLC).

### Risques majeurs
Le territoire de la commune de Bossée est vulnérable à différents aléas naturels : météorologiques (tempête, orage, neige, grand froid, canicule ou sécheresse) et séisme (sismicité faible). Un site publié par le BRGM permet d'évaluer simplement et rapidement les risques d'un bien localisé soit par son adresse soit par le numéro de sa parcelle.

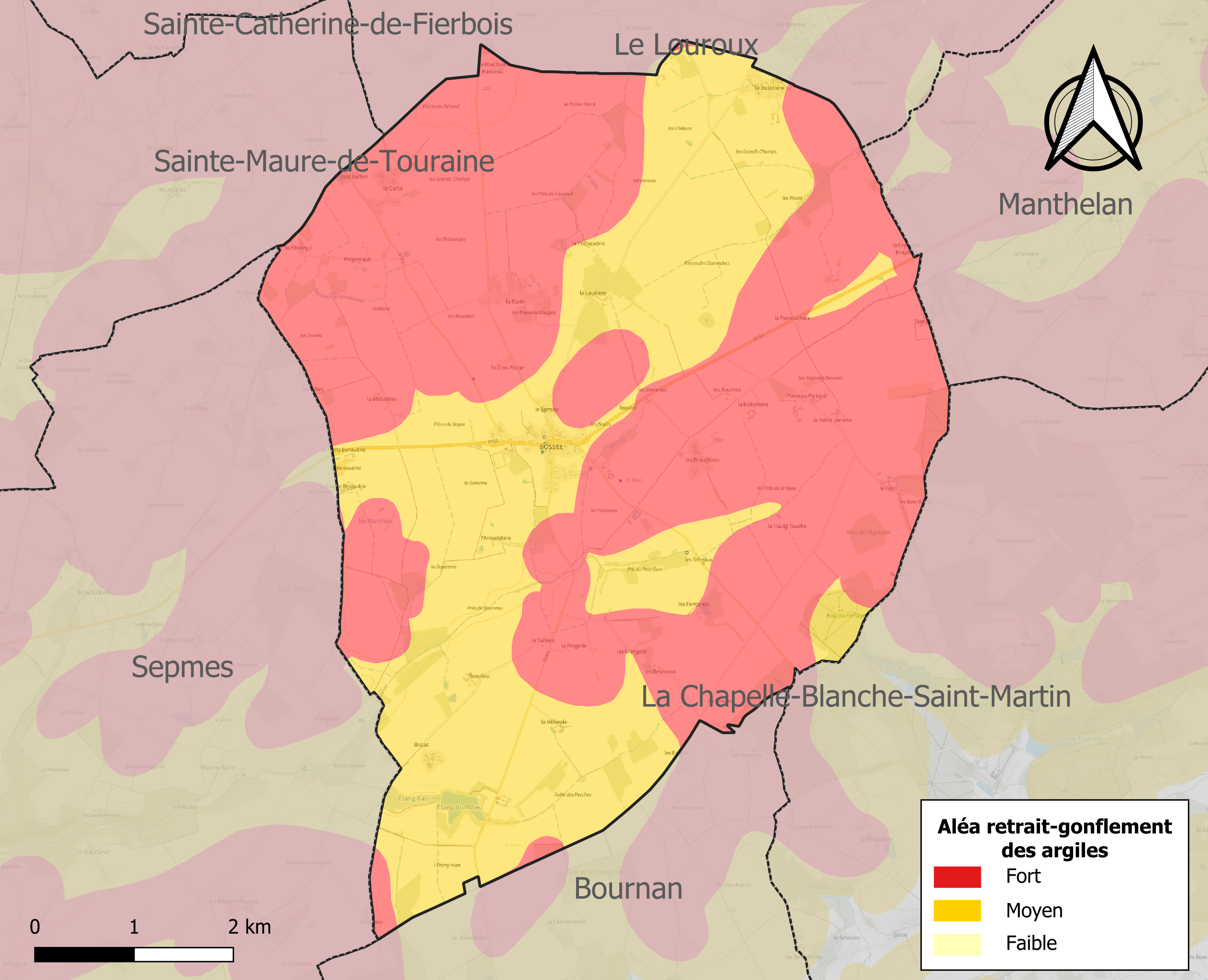
Carte des zones d'aléa retrait-gonflement des sols argileux de Bossée.

Le retrait-gonflement des sols argileux est susceptible d'engendrer des dommages importants aux bâtiments en cas d’alternance de périodes de sécheresse et de pluie. La totalité de la commune est en aléa moyen ou fort (90,2 % au niveau départemental et 48,5 % au niveau national). Sur les 193 bâtiments dénombrés sur la commune en 2019, 193 sont en aléa moyen ou fort, soit 100 %, à comparer aux 91 % au niveau départemental et 54 % au niveau national. Une cartographie de l'exposition du territoire national au retrait gonflement des sols argileux est disponible sur le site du BRGM,.
Concernant les mouvements de terrains, la commune a été reconnue en état de catastrophe naturelle au titre des dommages causés par la sécheresse en 1989, 1990 et 2003 et par des mouvements de terrain en 1999.

## Politique et administration
| Période                                  | Période       | Identité            | Étiquette | Qualité         |
| ---------------------------------------- | ------------- | ------------------- | --------- | --------------- |
| avant 1981                               | ?             | Raphaël Murzeau     |           |                 |
| mars 2001                                | novembre 2006 | Alain Chevré        |           |                 |
| juin 2007                                | mars 2008     | Jean Pierre Houset  |           |                 |
| mars 2008                                | mars 2014     | Pierrette Alamigeon |           |                 |
| mars 2014                                | mai 2020      | Georges Orio        | SE        | Cadre supérieur |
| mai 2020                                 | En cours      | Bernard Méreau      | SE        |                 |
| Les données manquantes sont à compléter. |               |                     |           |                 |

## Population et société

### Démographie
L'évolution du nombre d'habitants est connue à travers les recensements de la population effectués dans la commune depuis 1793. Pour les communes de moins de 10 000 habitants, une enquête de recensement portant sur toute la population est réalisée tous les cinq ans, les populations de référence des années intermédiaires étant quant à elles estimées par interpolation ou extrapolation. Pour la commune, le premier recensement exhaustif entrant dans le cadre du nouveau dispositif a été réalisé en 2004.

En 2022, la commune comptait 325 habitants, en évolution de −1,81 % par rapport à 2016 (Indre-et-Loire : +1,67 %, France hors Mayotte : +2,11 %).
| 1793 | 1800 | 1806 | 1821 | 1831 | 1836 | 1841 | 1846 | 1851 |
| ---- | ---- | ---- | ---- | ---- | ---- | ---- | ---- | ---- |
| 620  | 637  | 735  | 689  | 670  | 711  | 683  | 690  | 697  |

| 1856 | 1861 | 1866 | 1872 | 1876 | 1881 | 1886 | 1891 | 1896 |
| ---- | ---- | ---- | ---- | ---- | ---- | ---- | ---- | ---- |
| 695  | 630  | 649  | 607  | 577  | 601  | 615  | 583  | 564  |

| 1901 | 1906 | 1911 | 1921 | 1926 | 1931 | 1936 | 1946 | 1954 |
| ---- | ---- | ---- | ---- | ---- | ---- | ---- | ---- | ---- |
| 597  | 602  | 603  | 502  | 516  | 521  | 506  | 538  | 502  |

| 1962 | 1968 | 1975 | 1982 | 1990 | 1999 | 2004 | 2006 | 2009 |
| ---- | ---- | ---- | ---- | ---- | ---- | ---- | ---- | ---- |
| 440  | 371  | 300  | 309  | 308  | 334  | 349  | 353  | 328  |

| 2014 | 2019 | 2022 | - | - | - | - | - | - |
| ---- | ---- | ---- | - | - | - | - | - | - |
| 335  | 328  | 325  | - | - | - | - | - | - |

### Enseignement
Bossée se situe dans l'Académie d'Orléans-Tours (Zone B) et dans la circonscription de Loches et compte une école maternelle publique.

## Culture locale et patrimoine

### Lieux et monuments

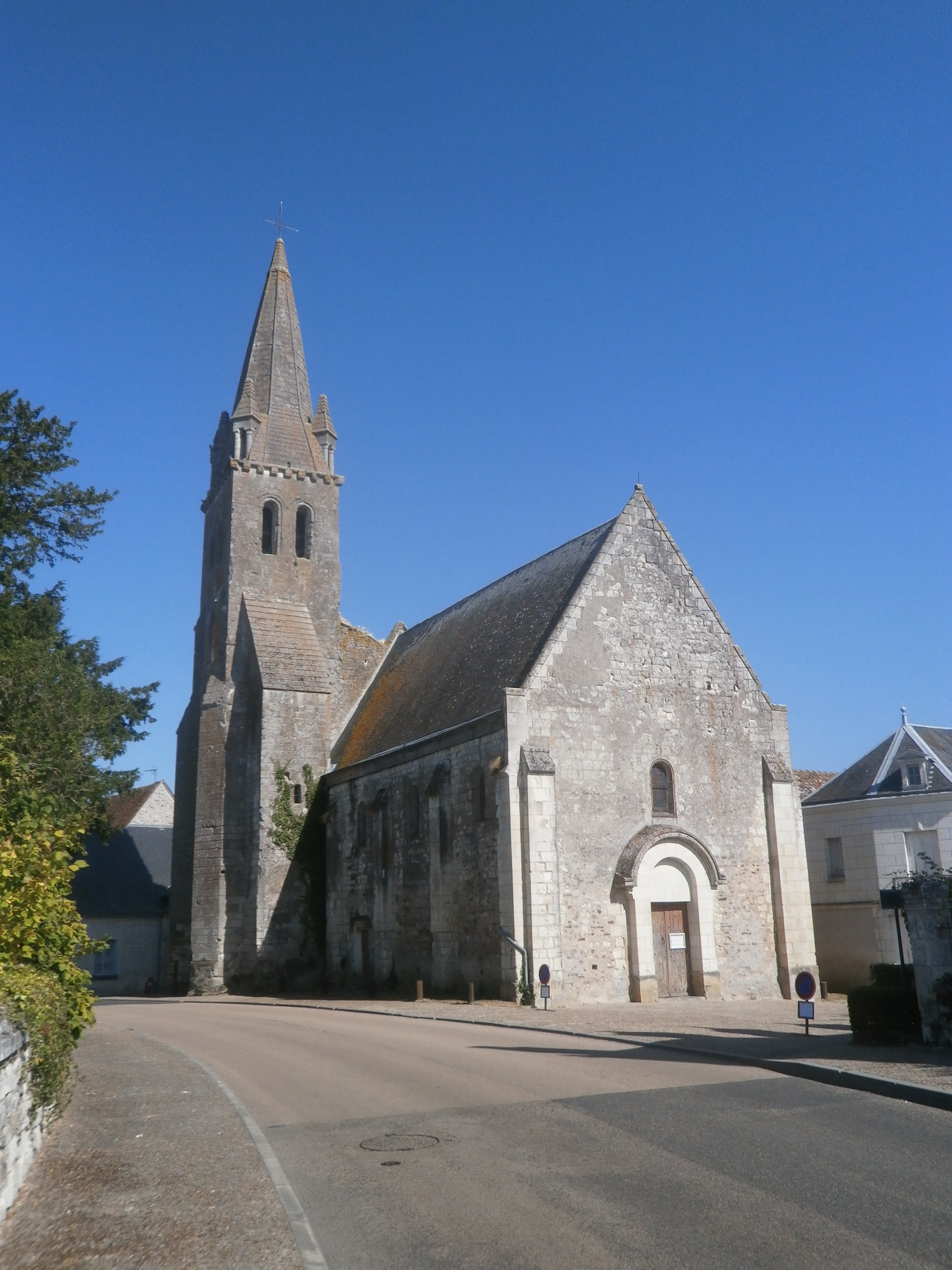
L'église Saint-Laurent.

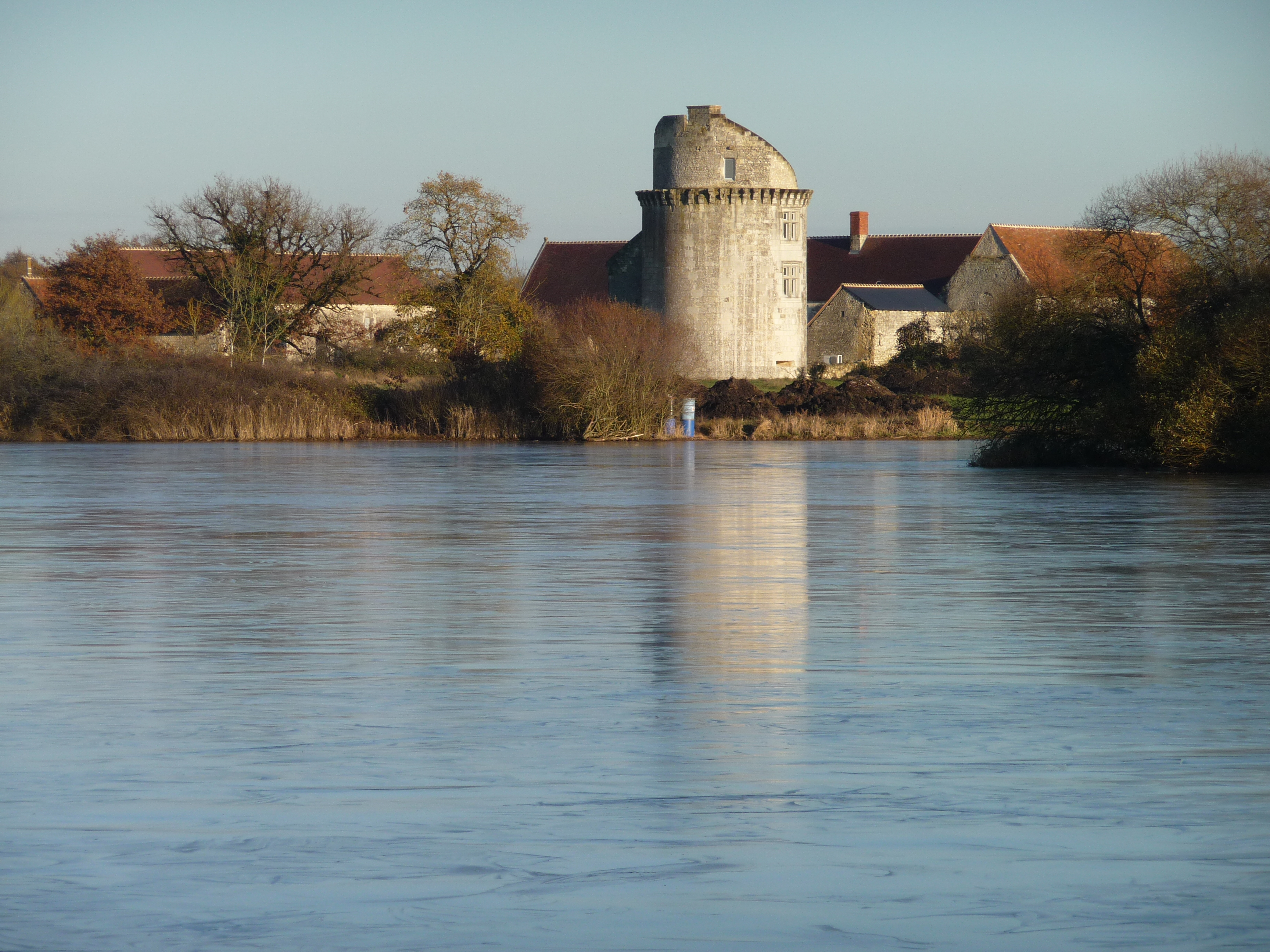
ancien château des Étangs à Bossée

- L'église paroissiale Saint-Laurent. possède un croissant de lune au sommet de son clocher
- Les vestiges de l'ancien château des Étangs[24].
- La maison dite du Poilu située en face de l'église. Un grand médaillon en pierre, daté de 1914-1918 et représentant le buste d’un poilu, y est visible entre les deux fenêtres du premier étage sur la façade. Dans le linteau de la porte sont sculptés : un clocher, de grandes feuilles, des maisons et un oiseau perché.